# Laüs (Bouès)
Pour les articles homonymes, voir Laus.
Le ruisseau le Laüs est un cours d'eau qui traverse le département du Gers et un affluent gauche du Bouès dans le bassin versant de l'Adour.

## Hydronymie
L'hydronyme Laüs apparaît sous la forme Lahus sur la carte de Cassini.

## Géographie
D'une longueur de 21 kilomètres, il prend sa source sur la commune de Laguian-Mazous (Gers), à l'altitude 310 mètres.
Il coule du sud-est vers le nord-ouest et se jette dans le Bouès à Beaumarchés (Gers), à l'altitude 140 mètres.

## Communes et cantons traversés
Dans le département du Gers, le Laüs traverse neuf communes et trois cantons, dans le sens amont vers aval : Laguian-Mazous (source), Betplan, Troncens, Blousson-Sérian, Ricourt, Saint-Justin, Marciac, Juillac et Beaumarchés (confluence).
Soit en termes de cantons, le Laüs prend source dans le canton de Miélan, arrose le canton de Marciac et conflue dans le canton de Plaisance.

## Affluents
Le Laüs n'a pas d'affluent référencé par le SANDRE.